# Трагедія великодержавної політики
«Трагедія великодержавної політики» — книга американського вченого Джона Міршаймера з теорії міжнародних відносин, опублікована W. W. Norton & Company в 2001 році. Міршаймер пояснює і аргументує свою теорію «наступального реалізму», вказавши ключові припущення, еволюцію від ранньої реалістичної теорії, і її пророчі можливості. Він з готовністю визнає притаманний наступальному реалізму песимізм та його передбачення, тому що його світ — це той світ, у якому конфлікт між великими державами вічний.
Стаття взята з книги, раніше опублікованої виданням Foreign Affairs.

## Основні аргументи

### Анархія та боротьба за владу
Міршаймер вважає, що держави завжди шукають можливості одержати владу над своїми суперниками. Він стверджує, що держави переслідують владу через анархічну систему, у якій вони існують. У міжнародній політиці немає ніякої ієрархії, ніякого «нічного сторожа», до якого можна було би звернутися у випадку нападу іншої держави, тому держави змушені розраховувати лише на власні сили у безпековій сфері. Таким чином, держави прагнуть розширити свою владу як військово, так і географічно та економічно, для того, щоб підвищити свою безпеку.

### Примат земельної влади
Дж. Міршаймер стверджує, що державна влада в міжнародній політиці походить від військової сили  з двох причин: тому, що земельна влада є домінуючою військовою владою в сучасну епоху, а також тому, що великі водойми обмежують проєкцію потужності можливостей сухопутних армій.

### Гальмуюча сила води
Міршаймер стверджує, що наявність океанів у світі перешкоджає будь-якій державі досягнути світової гегемонії. Він стверджує, що великі водойми обмежують потужність проєкційних здібностей військових і, таким чином, природно розділяють владу на земній кулі.
Він використовує приклад ізоляції Великої Британії Ла-Маншем, що дозволило їй виступати в якості офшорного балансувальника в Континентальній Європі. За словами Міршаймера, Велика Британія ніколи не мала амбіцій одержання контролю чи домінування  в Континентальній Європі. Замість цього вона мала на меті лише підтримання балансу сил і забезпечення таких умов, за яких жодна держава не могла би стати настільки сильною, щоби домогтися регіональної гегемонії на континенті. Протягом більшої частини XIX століття, Британія мала у своєму розпорядженні виробничі потужності, які б дозволили їй легко проникнути і домінувати в більшій частині Європи.
Тим не менше, Британія вирішила не робити спробу одержання континентального домінування частково тому, що розраховувала, що цілі досягнення безпеки можуть бути більш дешевими, якщо європейські держави могли би грати один проти одного. Діючи таким чином, вони були б зайняті на європейському континенті і це не дозволило би їм кинути виклик Британії через Ла-Манш або заважати британським економічним інтересам в Азії та Африці.
Таким чином, головна мета американської зовнішньої політики — гегемонія в Західній півкулі і запобігання виникненню подібних гегемонів у Східній півкулі. У свою чергу, США грає роль офшорного балансувальника, балансуючи проти зростання Євразійського гегемона і ведучи війну тільки в якості останнього засобу, щоб зірвати її.

### Державні стратегії виживання

#### Мета 1— регіональна гегемонія
На додаток до своєї основної мети, якою є виживання, великі держави прагнуть досягнути трьох головних цілей. Їх найбажаніша мета — домогтися регіональної гегемонії. Міршаймер стверджує, що хоч досягнення світової гегемонії забезпечить максимальну безпеку держави, це представляється можливим, тому що в світі дуже багато океанів, які перешкоджають проектуванню військової могутності. Таким чином, ці труднощі роблять неможливим для великих держав досягти світового панування. Регіональні гегемони намагаються всіляко запобігти досягненню регіональної гегемонії іншими державами. 
Замість цього, вони намагаються зберегти баланс між владою у регіонах і діяти, щоб забезпечити існування кількох сил, щоб утримати ті кілька держав зайнятими сутичками між собою, що не дасть їм кинути виклик інтересам регіональних гегемонів. Міршаймер використовує приклад Сполучених Штатів, яким вдалося досягти регіональної гегемонії наприкінці 1800-х років, після чого вони спробували втрутитися там, де якась інша держава могла досягти гегемонії в регіоні:
- Кайзерівська Німеччина під час Першої Світової Війни
- Нацистська Німеччина під час Другої Світової Війни
- Імператорська Японія під час Другої Світової Війни.
- Радянський Союз під час холодної війни

#### Мета 2— Максимальне багатство
Великі держави прагнуть збільшити свою частку світового багатства, оскільки економічна міць є основою військової могутності. Великі держави прагнуть перешкодити супернику досягти домінування у регіонах світу, де продукується багатство. США, наприклад, намагались втримати СРСР від домінування у Західній Європі та на Близькому Сході. Якби Радянський Союз отримав контроль над цими областями, розстановка сил змінилася б значно проти США.

#### Мета 3— Ядерна перевага
Міршаймер стверджує, що великі держави прагнуть здобути ядерну перевагу над своїми суперниками. Великі держави перебувають у світі, де існують кілька ядерних сил з гарантованою здатністю знищити своїх ворогів, що має назву взаємно гарантоване знищення (ВГЗ). Міршаймер не згоден з твердженням, що Штати не хотіли жити у світі ВГЗ, і що вони б не створювали оборону проти ядерної зброї. Замість цього, він стверджує, що великі держави не будуть жити у світі ВГЗ і будуть намагатися шукати способів отримати перевагу над своїми ядерними суперниками.

### Зростання американської могутності; 1800—1900
Сполучені Штати були сильною експансіоністською силою в Америці. Міршаймер вказує на зауваження, зроблене Генрі Кебот Лоджем про те, що Сполучені Штати мають «літопис завоювань, колонізації та територіальної експансії, що не порівняється ні з одним народом XIX cт.» У 1840-х роках європейці почали говорити про необхідність збереження балансу сил в Америці і стримання подальшої американської експансії.
Тим не менше, до 1900-го року США вдалося домогтися регіональної гегемонії, і в 1895 році їх держсекретар Річард Олні сказав Британському Лорду Солсбері, що "на сьогодні США є практично сувереном на цьому континенті, і їх фіатом є закон про суб'єкти, що знаходяться на її території … їх нескінченні ресурси та ізольована позиція змушують їх оволодіти ситуацією і стати практично невразливими відносно всіх інших держав ".

### Майбутнє американської влади
На передостанній сторінці Трагедії, Міршеймер попереджає:
|  | Ні Вільгельмінська Німеччина, ні імператорська Японія, ні німецька, ні нацистська Німеччина, ні Радянський Союз не мали такої латентної влади, яку Сполучені Штати мали під час їх протистояння ... Але якщо Китай мав стати гігантом Гонконгу, то він, мабуть, десь має в чотири рази більше латентної влади, ніж Сполучені Штати, що дозволяє Китаю отримати вирішальну військову перевагу над США. Оригінальний текст (англ.) Neither Wilhelmine Germany, nor imperial Japan, nor Nazi Germany, nor the Soviet Union had nearly as much latent power as the United States had during their confrontations … But if China were to become a giant Hong Kong, it would probably have somewhere on the order of four times as much latent power as the United States does, allowing China to gain a decisive military advantage over the United States. |

## Відгуки
Чарльз Купчан з Ради з міжнародних відносин, назвав книгу «важливою та вражаючою», у якій Міршаймер «елегантно розкладає свій теоретичний підхід до вивчення міжнародної політики». Однак, він дуже критично ставився до того, як Міршеймер використовує історію для обґрунтування своїх ідей. Крім того, Купчан засуджує Міршаймера за  переконаність у своїй теорії та його нездатність бути «більш відкритими для еклектики у поясненні політики серед великих держав».
Джон А. Хол, з Університету Макгілла, оцінив аргументи, що подані у книзі сильними завдяки їх тяжкості та узгодженості.
Професор з Колумбійського університету Річард Беттс називає Трагедію однією з трьох великих творів пост–холодної війни, поряд з «Кінцем історії та останньою людиною» (1992) Френсіса Фукуями та «Зіткненням цивілізацій та перетворення світового порядку» (1996) Семюеля Хантінгтона. Беттс припустив, що коли міць Китаю буде в зеніті, то книга Міршаймера може стати більш впливовою за вище згадані роботи С.Хантінгтона та Ф.Фукуями. 
Роберт Каплан описує подібну перспективу для Трагедії:
|  | Якщо Китай вийде з соціально-економічної кризи або буде розвиватись іншим чином, що виключає його потенціал як загрози, теорія Міршаймера буде мати серйозні проблеми через відмову від внутрішньої політики. Але якщо Китай стане великою військовою силою, змінивши баланс сили в Азії, то трагедія Міршаймера буде жити як класика. Оригінальний текст (англ.) [If China implodes from a socioeconomic crisis, or evolves in some other way that eliminates its potential as a threat, Mearsheimer’s theory will be in serious trouble because of its dismissal of domestic politics. But if China goes on to become a great military power, reshaping the balance of forces in Asia, then Mearsheimer’s Tragedy will live on as a classic”.] Помилка: [undefined] Помилка: {{Lang}}: немає тексту (допомога): текст вже має курсивний шрифт (допомога) |

## Критика
Один коментар постановив, що зближення між Англією і США наприкінці XX століття, і успіх ЄС у перетворенні європейського геополітичного ландшафту ставлять під серйозний сумнів ідею, що балансування та руйнівне суперництво є непереборними особливостями міжнародної системи. Якби Міршаймер проаналізував випадки тривалого миру, які не піддаються прогнозам теорії балансу сил, він міг бути менш впевненим у логіці наступального реалізму.
Інша критика Міршеймера полягає в тому, що його погляди ігнорують транснаціональні суперструктури, такі як капіталізм, недержавні актори та особистісні інститути, в державі. Міршеймер стверджує, що внутрішня політика не має ніякого відношення до цієї справи, і держави не можуть надати один одному гарантії, що вони не мають ворожих намірів. За словами Р. Харрісон Вагнера, Дж. Міршеймер, не звертається до демократії, торгівлі, або іншого механізму, який міг би запобігти міждержавним конфліктам, вигляд якого відповідає більш широкій перспективі Кантівского трикутника миру.
Міршеймер стверджує, що полярність міжнародної системи є причиною війни. Це особливо справджується в умовах незбалансованої багатополярності, де є потенційний гегемон. Збалансована багатополярність, в якій немає потенційного гегемона, має менш асиметричний розподіл влади і менше вселяє страх.
Страх є найменшим при біполярності, у якій зазвичай існує приблизний баланс сил між двома великими державами. Однак торговельна модель війни оскаржує цю вимогу на тій підставі, що війна — це дорого. Враховуючи, що війна коштує дорого і держави є раціональними гравцями, повинна бути якась інша, більш реальна причина, аніж полярність, що змушує нації платити дорогу ціну за війну.
Збірка академічних есе, що критикує Міршеймера націлена саме на теорії в Тргедії. «Деяка критика різка, і доводить, що Міршеймер насправді є нестерпною дитиною політичної науки…»